# Eocenchrea zaleuca
Eocenchrea zaleuca är en insektsart som beskrevs av Ronald Gordon Fennah 1969. Eocenchrea zaleuca ingår i släktet Eocenchrea och familjen Derbidae. Inga underarter finns listade i Catalogue of Life.